# امید نوری‌پور
امید نوری‌پور (متولد ۲۸ خرداد ۱۳۵۴ در تهران) سیاستمدار ایرانی-آلمانی است. او یکی از اعضای حزب سبز آلمان است که از سال ۲۰۰۶ تاکنون نماینده بوندستاگ پارلمان فدرال آلمان از حوزه انتخابیه فرانکفورت آم ماین است و از طریق لیست حزبی وارد پارلمان شده‌است. امید نوری‌پور از فوریه ۲۰۲۲ به همراه ریکاردا لانگ به‌طور مشترک رهبران حزب سبز آلمان هستند.

## زندگی شخصی
نوری پور متأهل و دارای یک فرزند است. او در سال ۱۹۸۸ در ۱۳ سالگی، (دوران جنگ) به همراه پدر و مادر به آلمان رفت. نوری‌پور پس از دریافت دیپلم در رشته‌های ادبیات آلمان، سیاست، فلسفه و فقه تحصیل کرد ولی هیچ رشته تحصیلی را به پایان نرساند. او در مصاحبه با روزنامه دی تسایت می‌گوید، من در این فکر بودم که چکار کنم تا پدر و مادرم که تحصیل کرده هستند به من، بدون مدرک دانشگاهی افتخار کنند. نوری پور در سال ۲۰۱۶ بخاطر آوردن اطلاعات نادرست در بیوگرافی خود مورد انتقاد رسانه‌ها قرار گرفت. او در مصاحبه ای می‌گوید بسیار مایل است تبعیت ایران را ترک کند، ولی قوانین ایران این امکان را به او نمی‌دهند. نوری پور در دوران نوجوانی خواننده رپ بوده و می‌گوید که اگر امکانی دست بدهد امروز نیز می‌خواند.

## دیدگاه‌ها
امید نوری‌پور در مقاله‌ای در رابطه با فیلم ۳۰۰ در مجله اشپیگل از ایرانیان انتقاد کرد و نوشت: امروزه در ایران تئوری توطئه غوغا می‌کند و ایرانیان بر این عقیده اند که نیروهایی در دنیا در این فیلم سرمایه‌گذاری کرده‌اند تا نام ایران را ننگین کنند. ایرانیان، چه سیاستمداران و چه مخالفان در اتحادی پدیده وار می‌گویند آمریکا این فیلم را برای آماده‌سازی روحیه مردم آمریکا ساخته تا برای حمله به ایران آماده شوند. او با کنایه می‌پرسد اعتماد به نفس ایرانیان کجا مانده؟ امید نوری پور در انتها می‌گوید: هرچه اعتماد به نفس مردم کمتر باشد، احساس دردشان (دلخوری) بیشتر است.